# هال غيبني
هال غيبني (بالإنجليزية: Hal Gibney)‏ هو مقدم برامج إذاعية أمريكي، ولد في 26 أغسطس 1911 في ووودلاند في الولايات المتحدة، وتوفي في 5 يونيو 1973 في سانتا باربارا في الولايات المتحدة.

## وصلات خارجية
- هال غيبني على موقع IMDb (الإنجليزية)